# Minimalizacja kosztów przedsiębiorstwa
Minimalizacja kosztów przedsiębiorstwa – jeden z głównych problemów mikroekonomii badanych w teorii postępowania producenta. Ma on na celu znalezienie możliwie najniższego kosztu, który zapewni wytworzenie określonego poziomu produkcji bądź też wyznaczenia w ogóle najniższych kosztów produkcji danego przedsiębiorstwa. Problem minimalizacji kosztów przedsiębiorstwa może zostać rozwiązany poprzez:
- znalezienia punktu stycznego między izokosztą (linią jednakowego kosztu czynników produkcji) a izokwantą (krzywa jednakowego poziomu produkcji danych czynników produkcji),
- korzystając z metody mnożników Lagrange’a.

Warto zaznaczyć, że problem minimalizacji kosztów przedsiębiorstwa jest tożsamy z problemem maksymalizacji jej zysku.

## Minimalizacja kosztów dla określonej produkcji
Problem minimalizacji kosztów może zostać zapisany jako:
{\displaystyle \min(w\cdot L+r\cdot K)} przy warunku {\displaystyle f(L,K)=y,}
gdzie:
{\displaystyle L} – ilość zaangażowanych jednostek pracy,
{\displaystyle K} – ilość zaangażowanego kapitału,
{\displaystyle w} – cena jednostki pracy,
{\displaystyle r} – cena jednostki kapitału,
{\displaystyle y} – ilość wyprodukowanego dobra.
Najniższe możliwe koszty produkcji dla określonego {\displaystyle y} zależą od funkcji produkcji {\displaystyle f(L,K)} będącej ograniczeniem technicznych czynników {\displaystyle K} i {\displaystyle L} dla wytworzenia danego {\displaystyle y} oraz od funkcji kosztów {\displaystyle c(w,r,y)=w\cdot L+r\cdot K,} która po odpowiednich przekształceniach daje nam linię jednakowego kosztu o nachyleniu {\displaystyle -{\tfrac {w}{r}}} stanowiącą ograniczenie budżetowe produkcji danego poziomu {\displaystyle y.}
Tym samym znalezienie optymalnego rozwiązania sprowadza się do wyznaczenia punktu, gdzie nachylenie izokoszty będzie równe nachyleniu izokwanty, która de facto jest krańcową stopą technicznej substytucji; tak więc równanie to będzie miało postać:
{\displaystyle MRST(L_{E},K_{E})=-{\frac {MPL(L_{E},K_{E})}{MPK(L_{E},K_{E})}}=-{\frac {w}{r}},}
a to można zapisać jako:
{\displaystyle {\frac {MPL(L_{E},K_{E})}{w}}=-{\frac {MPK(L_{E},K_{E})}{r}}.}
Z powyższego równania można wywnioskować, że przedsiębiorstwa minimalizujące koszty produkcji będą angażować tyle czynników produkcji tak, aby krańcowy produkt wytworzony z nich na jednostkę pieniądza wydanego na jego zaangażowanie był taki sam.

## Minimalizacja kosztów w krótkim czasie
Analizując działalność przedsiębiorstwa w krótkim czasie, zakłada się, iż jeden z czynników produkcji jest stałą przez co nie może ono zmienić jego poziomu zaangażowania. Gdy założymy, że zmienną w funkcji kosztów jest tylko czynnik {\displaystyle L,} funkcja ta będzie wyglądać następująco:
{\displaystyle c(w,r,y)=w\cdot L+r\cdot {\overline {K}},}
gdzie:
{\displaystyle {\overline {K}}} – stała ilość zaangażowanego kapitału.
Wtedy problem minimalizacji kosztów będzie można zapisać:
{\displaystyle \min(w\cdot L+r\cdot {\overline {K}})} przy warunku {\displaystyle f(L,{\overline {K}})=y.}
W założonych okolicznościach osiągnięcie optymalnego rozwiązania przez przedsiębiorstwo będzie możliwe tylko dla jednego, konkretnego poziomu produkcji {\displaystyle y,} gdyż dostosowuje ona ilość czynnika zmiennego {\displaystyle L} do stałej ilości czynnika Parser nie mógł rozpoznać (SVG (MathML może zostać włączone przez wtyczkę w przeglądarce): Nieprawidłowa odpowiedź („Math extension cannot connect to Restbase.”) z serwera „http://localhost:6011/pl.wikipedia.org/v1/”:): {\displaystyle \overline{K}.}
 Spełnienie wcześniej wspomnianego warunku styczności izokwanty z izokosztą przez ten jeden punkt wskazuje, że jest to punkt optymalny również w długim czasie działania przedsiębiorstwa. Z tego powodu przedsiębiorstwa w krótkim czasie są zmuszone wybierać takie punkty, które jedynie przecinają te obie funkcje a ich koszty są wyższe od tego jedynego punktu styczności dającego optymalne rozwiązanie problemu.

## Minimalizacja kosztów w długim czasie
Działanie przedsiębiorstwa w długim czasie znacznie ułatwia rozwiązanie kwestii minimalizowania kosztów, jako że wszystkie czynniki produkcji są zmienne, umożliwiając osiągnięcie optymalnego wyniku dla każdego poziomu produkcji {\displaystyle y.} W takim przypadku funkcja kosztów będzie równa:
{\displaystyle c(w,r,y)=w\cdot L+r\cdot K.}
Wtedy problem minimalizacji kosztów będzie można zapisać:
{\displaystyle \min(w\cdot L+r\cdot K)} przy warunku {\displaystyle f(L,K)=y.}

## Analiza problemu minimalizacji kosztów z użyciem mnożników Lagrange’a
Korzystając z metody mnożników Lagrange’a, można znaleźć taką kombinację wielkości produkcji {\displaystyle y} i zaangażowanych czynników, która przy danych cenach tych czynników pozwoli zminimalizować koszt całkowity.
{\displaystyle \min(w\cdot L+r\cdot K)} przy warunku {\displaystyle f(L,K)=y.}
Powyższe funkcje zapisujemy w postaci funkcji Lagrange’a:
{\displaystyle \Psi (L,K,\lambda )=w\cdot L+r\cdot K-\lambda (f(L,K)-y),}
gdzie:
{\displaystyle \Psi } – funkcja Langrage’a,
{\displaystyle \lambda } – mnożnik Lagrange’a.
Funkcję poddajemy procesowy różniczkowania po wszystkich zmiennych (tj. {\displaystyle L,} {\displaystyle K,} {\displaystyle \lambda }) i następnie przyrównujemy wyniki do zera, wykorzystując tym samym warunek konieczny istnienia ekstremum (warunek pierwszego rzędu wymagający zerowania się pierwszych pochodnych funkcji):
{\displaystyle {\frac {\partial \Psi }{\partial L}}=w-\lambda \cdot {\frac {\partial \Psi }{\partial L}}=0,}
{\displaystyle {\frac {\partial \Psi }{\partial K}}=r-\lambda \cdot {\frac {\partial \Psi }{\partial K}}=0,}
{\displaystyle {\frac {\partial \Psi }{\partial \lambda }}=y-f(L,K)=0.}
Dokonując pewnych uproszczeń, otrzymamy:
{\displaystyle {\frac {w}{r}}={\frac {\partial \Psi /\partial L}{\partial \Psi /\partial K}}.}
W celu wyznaczenia szukanej ilości czynników produkcji, dla których koszty produkcji {\displaystyle y} na danym poziomie są zminimalizowane, należy przekształcić powyższą zależność i wyznaczyć odpowiednio wartości tych czynników, a następnie podstawić je do funkcji produkcji Parser nie mógł rozpoznać (SVG (MathML może zostać włączone przez wtyczkę w przeglądarce): Nieprawidłowa odpowiedź („Math extension cannot connect to Restbase.”) z serwera „http://localhost:6011/pl.wikipedia.org/v1/”:): {\displaystyle f(L,K) = y.}